# 2 Lava 2 Lantula!
2 Lava 2 Lantula! ist ein US-amerikanischer Science-Fiction-Fernsehfilm mit Horror-Elementen aus dem Jahr 2016. Für den Fernsehsender Syfy produziert, erlebte der Film am 6. August 2016 dort seine Erstausstrahlung; der Verkaufsstart als DVD- und Blu-ray-Version startete in Deutschland am 26. Januar 2017. Der Film ist die Fortsetzung von Lavalantula – Angriff der Feuerspinnen aus dem Jahr 2015.

## Handlung
Colton West, Dank seines erfolgreichen Kampfes gegen die Lavaspinnen in Los Angeles, ist wieder als Schauspieler gefragt. In der Stadt ist wieder Ruhe eingekehrt und es erinnert nur noch wenig an die Katastrophe. Seine Stieftochter Raya verbringt ihre Schulferien in Florida, als sich in dem US-Bundesstaat eine Naturkatastrophe ereignet und die mutierten Riesenspinnen die Gegend terrorisieren. Als West dieses erfährt, unterbricht er die gegenwärtigen Dreharbeiten zu seinem aktuellen Blockbuster, um seine Stieftochter zu retten.
Gemeinsam mit seinem besten Freund Marty, der ihn schon damals in Los Angeles tatkräftig unterstützte, und seinem Assistenten Kyle macht er sich auf den Weg nach Florida. Im Gepäck hat er eine Menge Waffen und sagt den Achtbeinern den Kampf an. Diesmal kommt es zum finalen Kampf gegen die gefürchtete Oberspinne Gargantulantula.

## Hintergrund
Lavalantula ist ein Kofferwort aus Lava und der englischen Bezeichnung für Vogelspinnen Tarantula. Mit Steve Guttenberg, Michael Winslow und Marion Ramsey befinden sich drei Schauspieler im Cast, die in den erfolgreichen Police Academy-Filmen mitspielten.

## Rezeption
„Augenzwinkernder Monster-Trashfilm, der in der zweiten Auflage mit mehr Monstern und Insider-Gags, aber auch deutlich mehr Leerlauf aufwartet. Das Vergnügen an den unverhohlen miserablen Trick-Effekten fällt dementsprechend mäßig aus.“

„Gargantulagantischer Quatsch, der fix nervt.“

TV Today urteilt final, Laune macht der Spinnensturm nur kurz.